# Beautiful Mess
"Beautiful Mess" er en sang fremført af Kristian Kostov som deltog i Eurovision Song Contest 2017. Sangen opnåede en 2. plads. Den er blandt skrevet af Alexander Vargas Blay bedre kendt som Alex Vargas. 

## Eksterne kilder og henvisninger
Der er for få eller ingen kildehenvisninger i denne artikel, hvilket er et problem. Du kan hjælpe ved at angive troværdige kilder til de påstande, som fremføres i artiklen.

| Musik | Spire Denne musikartikel er en spire som bør udbygges. Du er velkommen til at hjælpe Wikipedia ved at udvide den. |